# Regionaal Landschap Kempen en Maasland

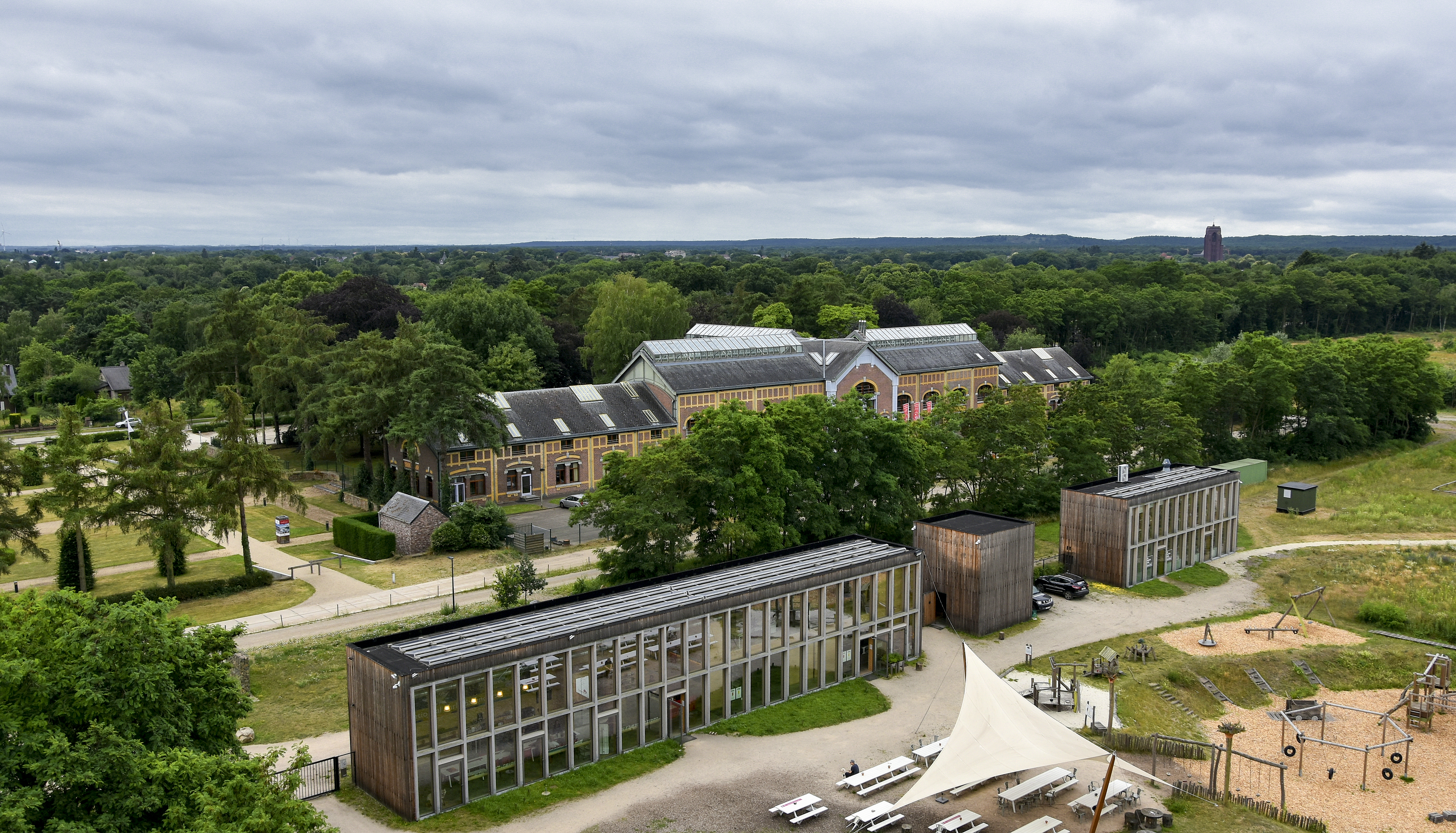
Hoofdtoegangspoort van het Nationaal Park Hoge Kempen te Eisden

Regionaal Landschap Kempen en Maasland (RLKM) is een Regionaal Landschap in de provincie Limburg. Het omvat de Maasvallei (het Maasland) en het grootste deel van het Kempens Plateau. Het werd opgericht in 1990 en is hiermee een van de oudste regionale landschappen van België. Dit regionaal lanschap ontstond op initiatief van het toenmalige Natuurreservaten (nu Natuurpunt) en de Kempense Steenkoolmijnen, en toen nog Regionaal Landschap Hoge Kempen genoemd.
Regionaal Landschap Kempen en Maasland strekt zich uit over de volgende twaalf gemeenten:
- As
- Bree
- Dilsen-Stokkem
- Genk
- Kinrooi
- Lanaken
- Maaseik
- Maasmechelen
- Meeuwen-Gruitrode
- Opglabbeek
- Peer
- Zutendaal

Snel treden negen natuurverenigingen en de provincie Limburg toe. Iedere gemeente ontvangt vanaf 1993 een Gemeentelijk Natuurontwikkelingsplan (GNOP), bijeengebracht in een Regionaal Ontwikkelingsplan.  

## Deelgebieden
Hieruit ontstaat het concept van de Grote Gemeenschappelijke Eenheden:
Hoge KempenDit deelgebied omvat een groot deel van het Kempens Plateau. Een groot deel hiervan is in uitgeroepen tot Nationaal Park en geopend in maart 2006. Ook de Duinengordel, dat verder ontwikkeld wordt als natuurgebied, behoort sinds 2020 tot het nationaal park. Deze streek bestaat uit enkele vrij grote aangesloten bos- en heidegebieden
Kempen-BroekDit is een deel van de Vlakte van Bocholt. Het bestaat uit vrij veel moerassige gebieden. Het werd het eerste grensoverschrijdende Unesco Biosfeergebied in de Benelux
MaasvalleiZoals de naam het zegt, omvat dit deelgebied de (Belgische zijde van de) vallei van de Grensmaas, sinds 2023 het Landschapspark Maasvallei

## Fietstoerisme
Het RLKM had in 1995 het eerste fietsroutenetwerk met de knooppunten bedacht door Hugo Bollen.

## Galerij

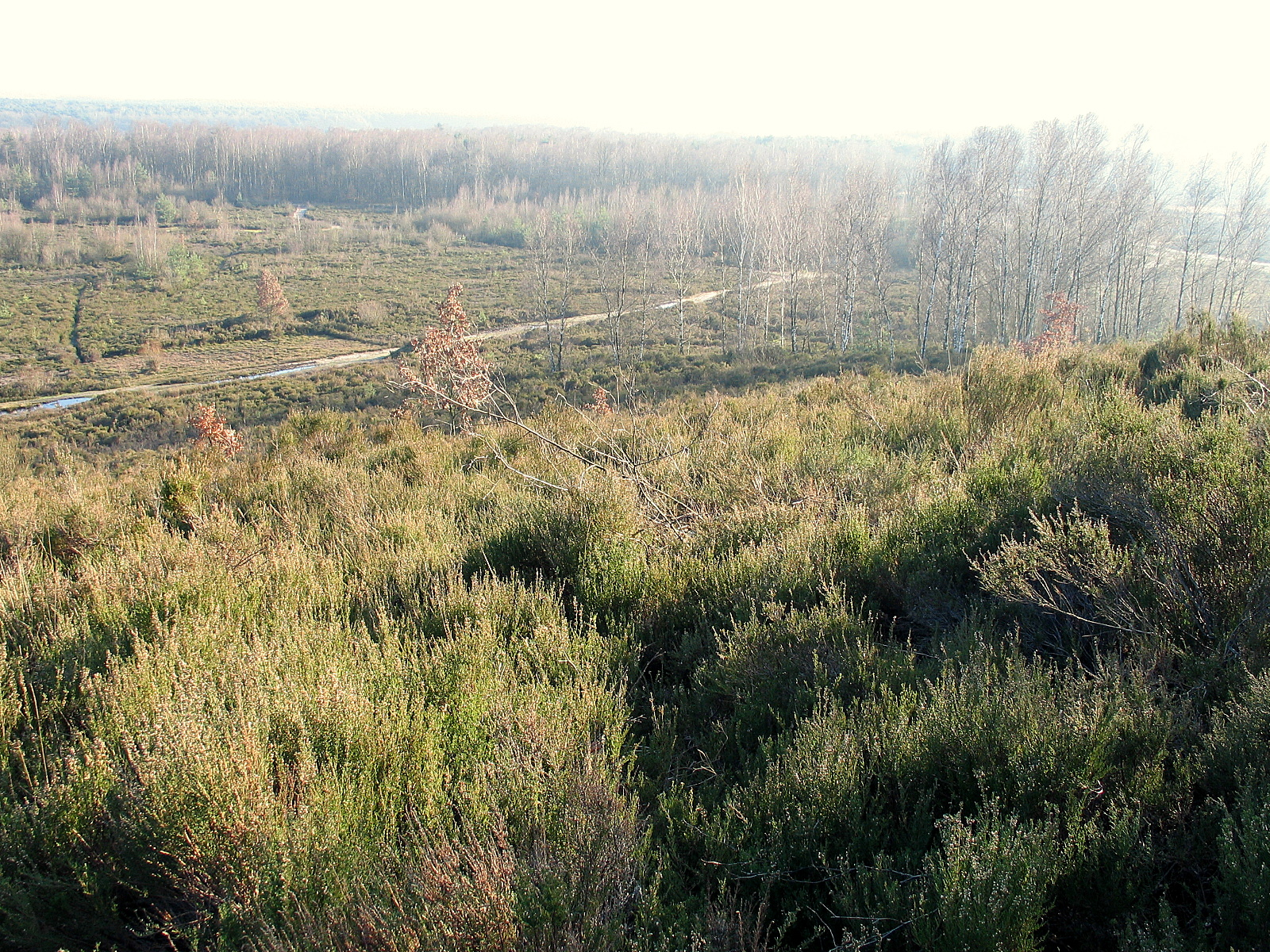
Steilrand van het Kempens Plateau te Opgrimbie
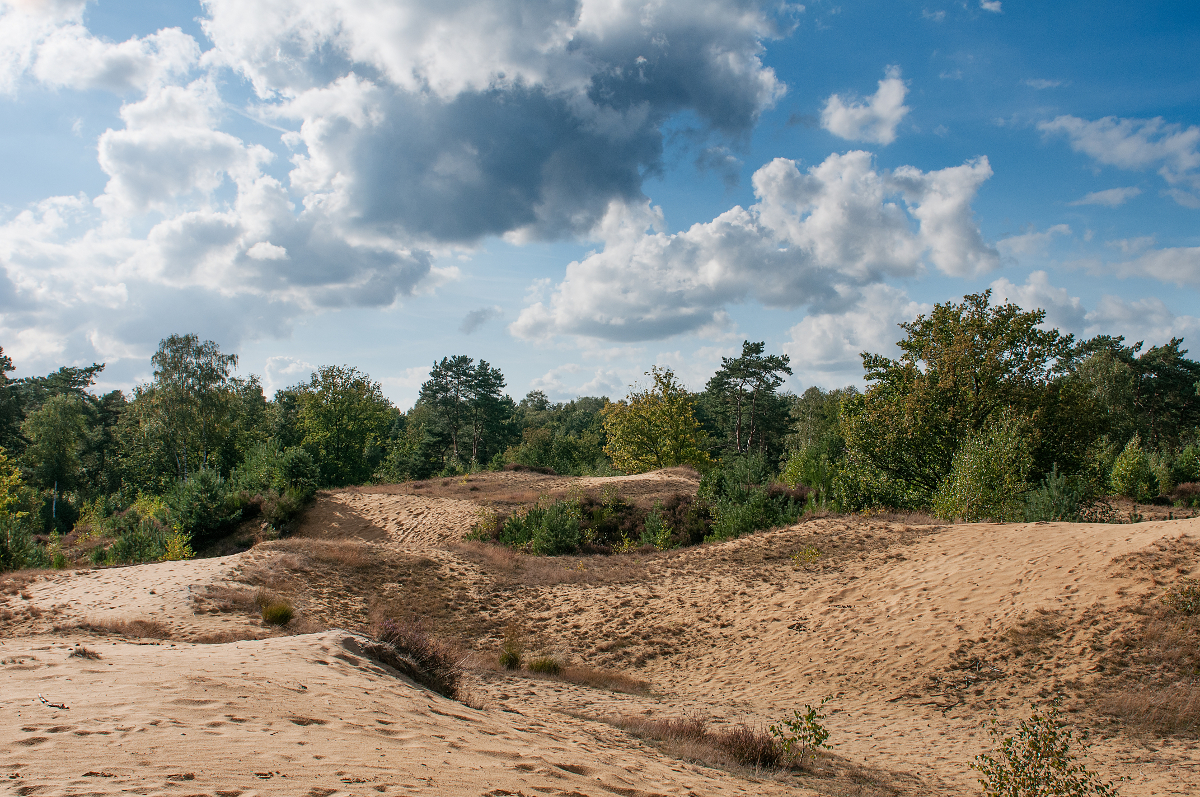
Omgeving van de Oudsberg in de Duinengordel
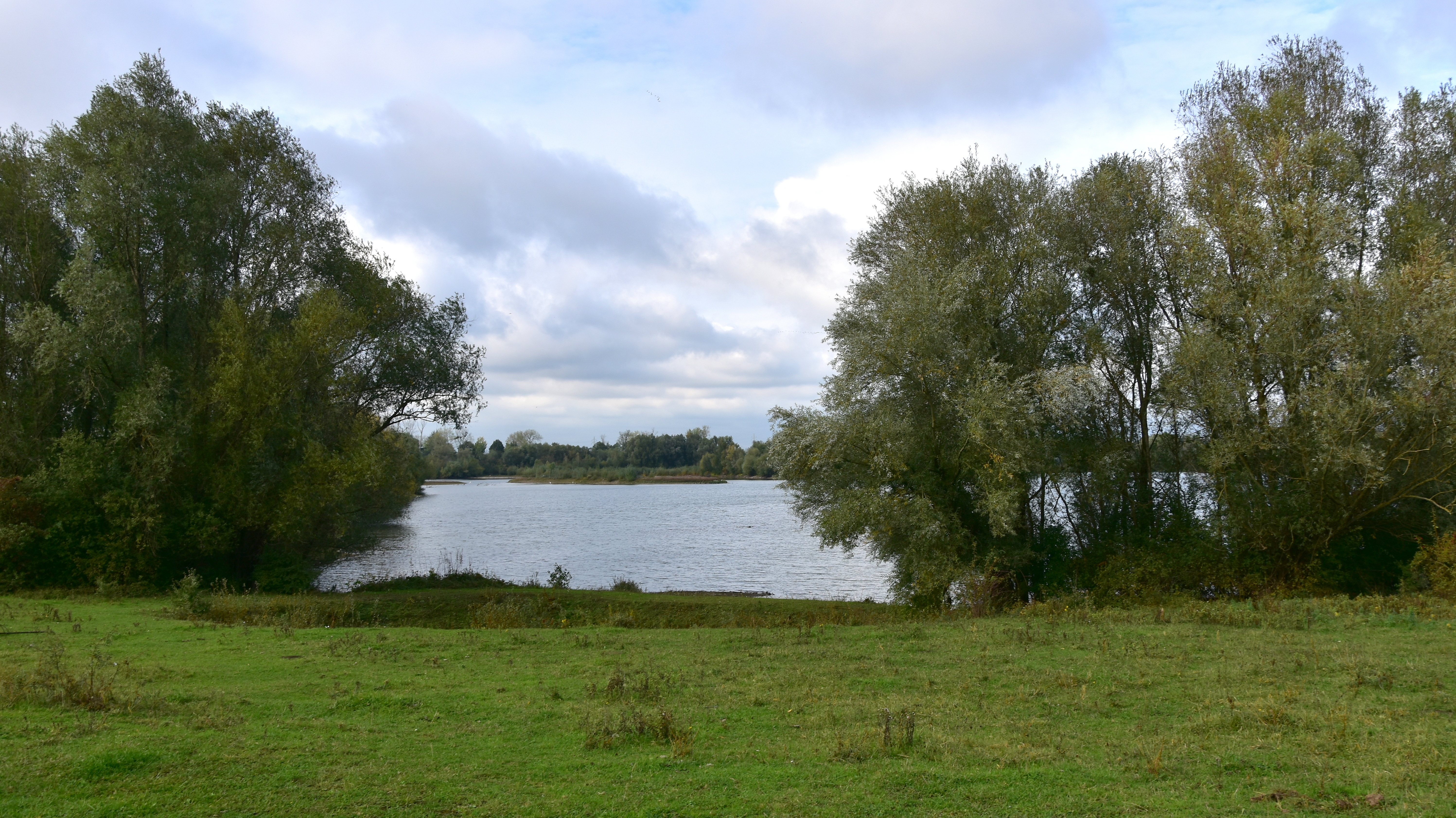
Maasbempder Greend in Maaswinkel